# Piper rosei
Piper rosei är en pepparväxtart som beskrevs av C. Dc.. Piper rosei ingår i släktet Piper och familjen pepparväxter. Inga underarter finns listade i Catalogue of Life.